# Ein wahrer Held (1980)
Ein wahrer Held (Originaltitel Hero at Large) ist eine US-amerikanische Superheldenkomödie aus dem Jahr 1980 mit John Ritter und Anne Archer in den Hauptrollen. Der Film wurde von A. J. Carothers geschrieben und von Martin Davidson inszeniert.

## Handlung
Steve Nichols ist ein erfolgloser Schauspieler aus New York City, der den Job annimmt, sich als Comic-Held auszugeben, um für einen Film zu werben. Nachdem er im „Captain Avenger“-Kostüm einen Raubüberfall verhindert, wird sein Leben unerwartet kompliziert. Nichols beschließt, weiterhin den Superhelden zu „spielen“ und entdeckt, dass das Leben eines Helden komplexer ist, als er erwartet hat.
Nichols wird von den Mitarbeitern des Bürgermeisters angeheuert, die hoffen, dass die Verbindung von Captain Avenger Stimmen für eine bevorstehende Wahl gewinnen wird. Der Plan wird schließlich von den Medien aufgedeckt, wodurch Captain Avenger bei der Öffentlichkeit in Ungnade fällt. Von seiner Freundin Jolene ermutigt, sich nicht auf das Kostüm und die Maske zu verlassen, um Bewunderung zu erlangen, wird Nichols später ein echter Held, als er ein Kind aus einem brennenden Wohnhaus rettet.

## Hintergrund
Joyce Brothers einen Cameo-Auftritt als sie selbst, während Penny Crone, eine mit dem Emmy ausgezeichnete Reporterin des New Yorker Marktes, einen Cameo-Auftritt ohne Namensnennung als Reporterin hat.

## Kritiken
Roger Ebert gab dem Film zwei von vier Sternen und nannte ihn „einen großen, dummen, albernen, gutherzigen Albatros von einer Komödie“. Er sagte, dass der Film zwar den Fans von Ritter gefallen könnte, ihm aber nicht.
Der Filmdienst befand Ein wahrer Held für wenig überzeugend: „Ein in seiner Anhäufung von unglaubwürdigem Edelmut naiver Film, dessen Plädoyer für mehr Menschlichkeit und Zivilcourage durch krasses Unvermögen der Inszenierung weitgehend verpufft.“

## Thematisch ähnliche Filme
- Blankman, eine Actionkomödie aus dem Jahr 1994 mit ähnlichem Thema.
- Kick-Ass, eine Actionkomödie aus dem Jahr 2010 mit einem ähnlichen Thema.